# Ca l'Ibern
Ca l'Ibern és una obra historicista de Mataró (Maresme) protegida com a bé cultural d'interès local.

## Descripció
Edifici en cantonada de dos cossos de planta baixa i pis amb torricó central corresponent a la caixa d'escala.
Les obertures de la façana estan formades per arcs carpanells i presenten trencaaigües ornamentals. Al primer pis destaca el balcó longitudinal aguantat per cartel·les sobre columnes. A sobre, se situa el fris format per dues faixes motllurades, la inferior horitzontal i la superior amb tres arcs de mig punt centrals sobre tres ulls de bou amb claustre.